# Enfants des dieux
Enfants des dieux est le double épisode qui marqua le début de la série télévisée Stargate SG-1. Cet épisode a fait l'objet d'une réédition (suppression et ajout de scènes, effets spéciaux…), sortie en DVD en France le 9 septembre 2009.

## Résumé

### Première partie
Dans la salle d'embarquement devant la porte des étoiles, cinq soldats jouent au poker, pour passer le temps pendant qu'ils gardent la porte, restée inactive depuis l'abandon du programme. Des vibrations se font sentir, et la porte se met à bouger, puis un vortex se forme. La femme soldat s'approche de la porte, un objet sphérique tombe alors à ses pieds et un rayon en sort pour la scanner. Pendant qu'elle examine l'objet, un homme avec une armure à tête de serpent traverse la porte et se saisit de la femme soldat, bientôt suivi de plusieurs autres. Le dernier à arriver, portant une armure dorée, ordonne à celui qui tient le soldat de la lui présenter, et la fait se calmer grâce à un rayon sortant d'un appareil sur sa main. Voyant cela, les autres soldat ordonnent de la relâcher, et un combat s'engage entre eux et les gardes-serpents. Les renforts arrivent, avec à leur tête le général Hammond qui, voyant l'otage, ordonne de ne pas tirer. Les intrus repartent alors par la porte.
Une voiture s'approche de la maison de Jack O'Neill, et le major Samuels l'informe que le général Hammond veut le voir. Il se fait donc conduire à la base de Cheyenne Mountain. Hammond lui montre alors l'un des intrus qui est mort pendant l'incursion (il n'est pas humain) et lui explique alors ce qui s'est passé plus tôt. Il pense que c'est Râ qui a enlevé le soldat, et qu'O'Neill ne l'a en réalité pas tué un an plus tôt. Alors que Kawalsky et Ferretti, ceux qui sont revenus d'Abydos avec O'Neil, sont interrogés, Hammond redemande à O'Neill de dire ce qui s'est passé l'année précédente. Il ment, déclarant que tous les habitants ainsi que Daniel Jackson sont morts en même temps que Râ par une explosion nucléaire, et que la porte des étoiles d'Abydos est détruite. Hammond emmène O'Neill dans la salle d'embarquement où on prépare une autre bombe nucléaire (une Mark 5) pour l'envoyer sur Abydos. O'Neill est alors obligé de dire à Hammond qu'il a menti sur son rapport de mission, et lui explique la vérité. Hammond le fait arrêter.
Arrivé en cellule, O'Neill retrouve Kawalsky, qui lui dit qu'il n'a pas parlé, puis ils évoquent leurs souvenirs d'Abydos. Hammond arrive et demande combien de personnes vivent sur Abydos. Devant le chiffre de 5 000 personnes avancé par O'Neill, Hammond hésite. O'Neill lui propose de retourner sur Abydos afin de tirer l'histoire au clair, et se saisit d'un paquet de mouchoirs. Après la réouverture, il envoie le paquet à travers la porte, déclarant que Jackson comprendrait le message (il souffre d'allergies). La boîte revient vide quelque temps plus tard, avec l'inscription « Merci, envoyez-en d'autres ». Hammond part alors demander au président d'autoriser une nouvelle mission vers Abydos, et dit à O'Neill qu'il est désormais réintégré dans l'armée.
Lors de la réunion de préparation de la nouvelle mission, il se voit assigner le capitaine Carter dans son équipe, leur premier contact est houleux. La réunion se conclut par la décision d'envoyer la mission vers Abydos, et que le délai donné pour avoir un premier compte rendu serait de 24 heures avant l'envoi d'une bombe. Au moment du départ, Hammond ordonne à O'Neill de ramener Jackson cette fois.
Arrivés sur place, ils s'avancent dans la salle et se font braquer par de nombreux hommes les encerclant. Jackson apparaît alors, et leur ordonne de baisser leurs armes. Après les retrouvailles avec Skaara, O'Neill explique à Jackson l'enlèvement du soldat sur Terre par des gardes-serpents. Jackson affirme qu'ils ne venaient pas d'Abydos, car il surveille la porte en permanence. Il les emmène voir une salle dans un autre endroit. Cette salle est recouverte de symboles, les mêmes que ceux de la porte, séparés par groupes de sept : c'est un annuaire de coordonnées de portes. Carter comprend, grâce à l'aide de Jackson, que la base de données des coordonnées de leur porte sont mauvaises à cause de l'expansion de l'Univers, et imagine un système de mise à jour grâce aux données de cette salle. La porte des étoiles ne mène pas qu'à une seule planète, et les aliens ont pu venir de n'importe où.
Pendant ce temps, la porte des étoiles d'Abydos s'active, tout le monde se met en position de combat. Dès l'ouverture de la porte, les mêmes gardes-serpents que ceux qui sont venus sur Terre sortent et se mettent à tirer sur tous ceux qu'ils aperçoivent. Sha're et Skaara se font alors capturer. Après le départ des gardes, Jackson et le reste de l'équipe terrienne reviennent et découvrent la scène. O'Neill dit alors à Jackson que le seul moyen pour lui de retrouver sa femme Sha're est de rentrer avec lui sur Terre, car Ferretti, blessé, peut peut-être avoir vu les coordonnées que les gardes-serpents ont utilisées pour repartir. Jackson dit alors à tout le monde de boucher la porte après son départ, et de la rouvrir après un an jour pour jour, et que s'il ne revient pas, de la boucher définitivement.

### Seconde partie
Arrivés sur Terre, le contrôle met en action un de ses tout nouveaux systèmes de sécurité : l'iris, à la suite des blessés que l'équipe ramène.
Sur une autre planète, des gardes-serpents viennent dans une cellule collective. Leur chef désigne Sha're au milieu des prisonniers, et elle est emmenée malgré les protestations de Skaara.
Sur Terre, les médecins disent que Ferretti s'en sortira. O'Neill croise Jackson dans les couloirs de la base et l'invite chez lui pour évoquer ce qui s'est passé durant l'année précédente sur leurs mondes respectifs.
Le chef des gardes-serpents entre dans une pièce où se trouve de nombreuses femmes et fait emmener l'une d'entre elles, c'est celle qui s'est faite enlever sur Terre. Il l'amène devant son roi, qui lui-même la présente à sa reine, qui s'avère être un serpent dans le ventre d'une autre femme. Ce serpent refuse de prendre cette femme pour hôte et le roi tue la femme-soldat.
À Cheyenne Mountain, une réunion commence, à laquelle l'équipe qui est revenue d'Abydos assiste. Jackson expose alors la théorie que ce n'est pas Râ qu'ils ont vu, mais un autre « dieu ». Râ n'a été que le premier à prendre possession d'un corps humain, il est selon lui possible qu'il y en ait eu d'autres. De son côté, Carter affirme que la mise à jour des coordonnées de la porte grâce au cartouche d'Abydos prendra du temps, et qu'ils pourront calculer plusieurs nouvelles coordonnées par mois. Hammond annonce alors la réactivation du programme Porte des Étoiles, la création du SGC et des 9 premières équipes SG. La réunion s'interrompt lorsque l'on annonce que Ferretti est sorti du coma. À l'infirmerie, Ferretti désigne à l'aide d'un ordinateur les symboles qu'il a vus sur la porte lorsque les assaillants sont repartis d'Abydos. Une mission est immédiatement mise sur pied avec SG-1 et SG-2.
Dans la prison, le chef des gardes-serpents désigne Sha're cette fois-ci, et le même cérémonial que pour le soldat recommence, à la différence que la reine accepte et prend possession du corps de Sha're.
Pendant que SG-2 garde la porte, SG-1 part explorer la zone. Ils rencontrent un groupe de prêtres et Jackson essaie de communiquer avec eux. Le prêtre les emmène dans la ville la plus proche, Chulak. Ils arrivent dans une pièce où un groupe de personnes dînent et le prêtre les invite à s'attabler. Un cor se fait entendre et tous se prosternent, Jackson conseille alors qu'il vaut mieux les imiter. Des gardes-serpents arrivent, suivis du roi et de sa reine, maintenant dans le corps de Sha're. Quand il la voit, Jackson bondit et il se fait projeter par le roi. O'Neill veut tirer sur lui, mais Sha're s'interpose, et il se fait assommer à son tour.
On retrouve SG-1 en prison, et O'Neill a la surprise de retrouver Skaara. Pendant la discussion, le chef des gardes-serpents surprend O'Neill en saisissant son bras pour lui demander quel est l'appareil qu'il porte au poignet, lui disant que cette technologie n'est pas goa'uld. Jackson dessine alors le symbole de la Terre. Le chef des gardes repart. Carter dit alors que Râ n'est pas mort, Jackson lui rétorque que d'après son symbole, le roi dont il est question est Apophis. Des gardes-serpents entrent alors dans leur cellule, le chef des gardes dit qu'ils vont choisir les personnes qui seront les enfants des dieux. Apophis et Sha're font leur apparition. La sélection des plus jeunes commence, et parmi eux, Skaara est choisi et emmené. Apophis ordonne alors de tuer tous les autres, et se retire dans la foulée. Ayant vu les réactions minimes de compassion face aux protestations de Jackson, O'Neill interpelle le chef des gardes, lui disant qu'il peut sauver toutes les personnes présentes, et le conjure de l'y aider. Il parvient à le convaincre et le garde-serpent retourne son arme contre les autres gardes. Après s'être débarrassé des gardes, O'Neill crée une brèche dans le mur, avec la lance goa'uld qu'il a récupérée, et fait sortir tout le monde par celle-ci. Il invite alors le transfuge à le suivre. Ce dernier révèle alors son nom : Teal'c. Il lui apprend que Skaara est emmené à la porte des étoiles.
À la porte, tous ceux qui sont sélectionnés, ainsi qu'Apophis et Sha're, arrivent grâce à des anneaux de transports qui sortent d'un planeur de la mort. Ce dernier part ensuite et attaque la colonne de réfugiés menée par SG-1 et Teal'c. Leurs lances sont inefficaces contre le planeur, et ils ne doivent leur salut qu'à un tir de Stinger de SG-2. Ils se dirigent vers la porte des étoiles et arrivent au moment où Skaara s'apprête à la franchir. O'Neill essaie de le raisonner, mais le jeune homme le projette au sol grâce à son bracelet.
SG-2 signale de nombreux mouvements de troupes jaffas et commence à engager le combat. Pendant ce temps, Jackson compose les coordonnées de la Terre et Carter envoie le code de déblocage de l'iris. Ils évacuent tout le monde sous les tirs des jaffas. Pendant le combat, Kawalsky se fait infecter par une larve de Goa'uld, mais il repart sur Terre apparemment sans s'en être rendu compte. Ils parviennent finalement tous à évacuer, et ils présentent Teal'c à Hammond. O'Neill demande de l'intégrer à SG-1.

## Distribution
- Richard Dean Anderson : Jack O'Neill
- Amanda Tapping : Samantha Carter
- Christopher Judge : Teal'c
- Michael Shanks : Daniel Jackson
- Don S. Davis : George Hammond
- Jay Acovone : Charles Kawalsky
- Vaitiare Bandera : Sha're
- Alexis Cruz : Skaara
- Brent Stait : Louis Ferretti
- Peter Williams : Apophis
- Gary Jones : Walter Davis
- Robert Wisden : Bert Samuels

 Sauf indication contraire, les informations mentionnées dans cette section peuvent être confirmées par la base de données cinématographiques IMDb,  présente dans la section « Liens externes ».

## Récompenses
Cet épisode a été nommé pour les Primetime Emmy Awards dans la catégorie meilleurs effets visuels pour une série[réf. souhaitée].

## Version remastérisée
Une version remastérisée est sortie en juillet 2009, elle comporte un certain nombre de modifications :
- rajout d'une cinématique au début.
- présentation d'un jaffa femme mort dans la scène de l'autopsie.
- changement de l'angle de vue au moment de l'arrivée de Samantha Carter dans la scène du briefing.
- suppression de la réplique de Samantha Carter concernant la position de ses organes génitaux.
- suppression de la réplique de Kawalsky concernant le fils de Jack
- utilisation de la cinématique du vortex telle que présente dans les dernières saisons.
- suppression de la scène de nudité intégrale de Vaitiare Bandera (Sha're).
- suppression du Planeur de la Mort lourd téléportant Apophis et sa suite près de la Porte des Étoiles de Chulak. Un cargo Teltak (qui apparaîtra plus tard dans la série en tant que vaisseau cargo standard) escorté de deux Planeurs de la Mort légers le remplacent pendant ce plan.
- modification de la chronologie entre la sergent enlevée et Sha're qui, dans la nouvelle version, ne s'aperçoivent pas (la sergent étant tuée avant la capture de Sha're) contrairement au pilote où on les voit toutes les deux dans le harem du palais d'Apophis.
- suppression de la scène où Kawalsky se fait prendre par une larve de Goa'uld.
- refonte de toute la musique (bande originale).

## Différences avec le film
Dean Devlin avait initialement prévu de produire deux suites au film Stargate. Le premier film ayant déjà puisé dans la mythologie égyptienne, le second aurait visité d'autres mythologies et le troisième aurait relié ces mythologies. Devlin a ensuite donné à la MGM les droits sur la franchise. Elle aurait décidé d'en faire une suite sous forme de série télévisée.
Les grandes différences se trouvent notamment au niveau des personnages : ils ne sont plus joués par les mêmes acteurs et l'orthographe du nom de certains personnages varie du film à la série. Par exemple, James Spader qui joue Daniel Jackson dans le film est remplacé par Michael Shanks dans la série. Kurt Russell joue le rôle du colonel Jonathan "Jack" O'Neil, alors que dans la série le nom de famille du personnage s'écrit avec deux "l" (O'Neill) et est joué par Richard Dean Anderson.
La localisation du SGC a été changée, passant de la base militaire fictive de Creek Mountain à la base de Cheyenne Mountain qui existe réellement. La planète Abydos du film, située à des millions d'années-lumière de la Terre (dans une autre galaxie) est devenue dans la série la planète la plus proche de la Terre disposant d'une porte des étoiles (donc située dans la Voie Lactée).

## Musique
Albums de Joel Goldsmith,
David Arnold
Stargate, la porte des étoiles Saison 1 de Stargate SG-1
C'est Joel Goldsmith qui prend dès le lancement de Stargate SG-1 la direction musicale de toute la franchise. Cet album reprend uniquement des morceaux de ce premier épisode. Un autre suivra pour l'ensemble de la première saison.
| No  | Titre                                 | Durée |
| --- | ------------------------------------- | ----- |
| 1.  | Main Title                            | 1:01  |
| 2.  | Return To Active Duty/General Hammond | 2:52  |
| 3.  | The Bomb/Jack's Protest               | 3:08  |
| 4.  | Jack's Story/Memory Of A Son          | 1:38  |
| 5.  | Egyptology/Sha're'/Aliens             | 8:10  |
| 6.  | Apophis/The Ceremony/Escape           | 6:39  |
| 7.  | Entering The Stargate                 | 3:13  |
| 8.  | Chosen For Life Or Death              | 4:17  |
| 9.  | Final Battle/Ultimate Victory         | 8:49  |
| 10. | SG-1 vs. The Aliens                   | 5:53  |
| 11. | Choosing A Queen/The Test             | 3:27  |
| 12. | End Title                             | 0:59  |